# Donje Bukovlje
Donje Bukovlje – wieś w Chorwacji, w żupanii karlowackiej, w gminie Generalski Stol. W 2011 roku liczyła 98 mieszkańców.